# Carnival (песня ¥$)
«Carnival» — песня американского супердуэта ¥$, состоящего из рэпера Канье Уэста и певца Ty Dolla Sign, записанная при участии рэперов Playboi Carti и Rich the Kid. Песня была выпущена 15 февраля 2024 года в качестве третьего сингла с альбома Vultures 1 (2024).

## История и релиз
Песня записана при участии американских рэперов Playboi Carti и Rich the Kid. До её официального выпуска песня была слита в сеть. Впервые песня была представлена на вечеринке в честь альбома Vultures, которая прошла в Юнайтед-центре в Чикаго 8 февраля. В той версии «Carnival» был использован семпл песни группы Black Sabbath «Iron Man». Солист группы Оззи Осборн заявил, что не давал согласия на использование семпла, написав в социальных сетях, что Уэст «получил отказ из-за своих антисемитских высказываний».
Ещё одна вечеринка состоялась 10 февраля на Ю-би-эс Арене. «Carnival» прозвучала в самом начале, в новой версии был использован семпл песни Уэста «Hell of a Life» с его альбома My Beautiful Dark Twisted Fantasy (2010), вместо семпла песни «Iron Man».

## Чарты
| Чарт (2024)                           | Высшая позиция |
| ------------------------------------- | -------------- |
| Австралия (ARIA)                      | 10             |
| Австралия (ARIA Hip Hop/R&B)          | 2              |
| Австрия (Ö3 Austria Top 40)           | 10             |
| Канада (Billboard Canadian Hot 100)   | 6              |
| Чехия (Singles Digitál Top 100)       | 7              |
| Дания (Tracklisten)                   | 19             |
| Финляндия (Suomen virallinen lista)   | 47             |
| Франция (SNEP)                        | 119            |
| Мир (Billboard Global 200)            | 2              |
| Ирландия (IRMA)                       | 18             |
| Италия (FIMI)                         | 61             |
| Литва (AGATA)                         | 4              |
| Люксембург (Billboard)                | 23             |
| Нидерланды (Single Top 100)           | 24             |
| Нидерланды (Tipparade)                | 13             |
| Новая Зеландия (Recorded Music NZ)    | 9              |
| Норвегия (VG-lista)                   | 10             |
| Румыния (Billboard)                   | 19             |
| Словакия (Singles Digitál Top 100)    | 3              |
| ЮАР (Billboard)                       | 16             |
| Швеция (Sverigetopplistan)            | 38             |
| Швейцария (Schweizer Hitparade)       | 17             |
| Великобритания (OCC UK Singles)       | 12             |
| Великобритания (OCC UK Hip Hop/R&B)   | 2              |
| Великобритания (OCC UK Indie)         | 2              |
| США (Billboard Hot 100)               | 3              |
| США (Billboard Hot R&B/Hip-Hop Songs) | 2              |